# Babylone (groupe)
Pour les articles homonymes, voir Babylone (homonymie).
Babylone est un groupe de musique algérien fondé fin 2012.

## Biographie
Le groupe se forme en 2012, et se compose initialement de trois amis : Amine Mohamed Djemal le chanteur auteur et compositeur, ainsi que son copain d'enfance Rahim El Hadi guitariste compositeur issu d'une famille artistique, originaires tous les deux de Gouraya, et leur ami de faculté Ramzy Ayadi, originaire de Ain Beida, guitariste et également compositeur du groupe Babylone.
Doté d'un line-up complet et homogène avec les arrivées de Rafik Chami (guitariste), Fouad Tourki (percussionniste) et Redouane Nehar (bassiste de session), Babylone se stabilise et entame l'écriture de son premier album studio. C'est en juin 2013 que sort Brya (La lettre), composé de dix chansons, et avec lequel le groupe a gagné le prix Algerian Music Awards 2014, où il a remporté le prix du meilleur groupe de l'année et celui de la meilleure chanson.
Découvert dans une émission radio algérienne, Serial Taggeur, le groupe fait parler de lui avec son premier single Zina, réalisé par Aswatt Studio. Le tube fait le buzz sur la toile en l'espace de quelques mois. De nombreux autres chanteurs à travers le monde ont traduit le titre zia, notamment au Liban et en Israël.

## Style et propos
Le groupe apporte un son nouveau à la musique algérienne avec leur mélange intimiste entre sonorités algériennes et occidentales, sa musique s'inspire des différents styles régionaux algériens, mêlant influences berbères, andalouses, méditerranéennes, orientales et africaines.
Le groupe qui écrit sa musique en arabe algérien, affirme ainsi faire du « dziri style », un genre nouveau et propre à leur musique qui apporte une touche algérienne à la world music.

## Membres
- Amine Mohamed Djamel (chant, guitare)
- Rahim El Hadi (guitare lead)
- Ramzy Ayadi (guitare)

## Discographie

### Albums
- 2013 : Brya

### Singles
- 2012 : Zina
- 2014 : Kahlete Laâyoune
- 2017 : Bekitini
- 2018 : La La
- 2018 : Alach
- 2021 : Kataa Lebhour